# 복스 포풀리, 복스 데이
복스 포풀리, 복스 데이(라틴어: Vox populi, vox Dei)는 라틴어로 된 속담으로 '민(백성)의 목소리는 신의 목소리'라는 뜻이다.  이 문귀는 1709년에 휘그당 (영국)의 문헌에 사용되었으며 저자는 알려지지 않지만, 로버트 퍼거슨이나 토마스 해리슨 중에 한 명일 것으로 추측된다.  이 용어의 어원은 1327년 캔터베리 대주교였던 월터 레이놀즈가 에드워즈 2세에 대항하여 한 설교의 제목이었다.  그 전에는 알퀸이 샤르멩 황제에게 전하는 항소문에서 발견된다.

## 같이 보기
- 억견